# Berghems landskommun
Berghems landskommun var en tidigare kommun i dåvarande Älvsborgs län.

## Administrativ historik
Kommunen inrättades i Berghems socken i Marks härad i Västergötland när 1862 års kommunalförordningar trädde i kraft. Vid kommunreformen 1952 uppgick den i Västra Marks landskommun som 1971 gick upp i nybildade Marks kommun.

## Politik

### Mandatfördelning i Berghems landskommun 1942-1946
| 10 | 4 | 6 |

| 20 |

| 9 | 5 | 6 |

| 19 |